# Harold Widom

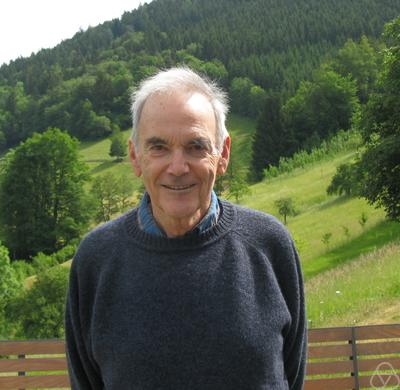
Harold Widom

Harold Widom (* 23. September 1932 in Newark, New Jersey; † 20. Januar 2021) war ein US-amerikanischer Mathematiker, der sich mit Analysis beschäftigte.

## Leben und Wirken
Widom besuchte die Stuyvesant High School in New York. Ab 1949 studierte er am City College of New York, gewann 1951 den William-Lowell-Putnam-Wettbewerb und studierte danach an der University of Chicago, an der er 1952 seinen Master-Abschluss machte und 1955 bei Irving Kaplansky promoviert wurde (Embedding of AW*-algebras). Ab 1955 lehrte er an der Cornell University, wo er sich unter dem Einfluss von Mark Kac der Theorie der Toeplitz-Operatoren zuwandte. Ab 1968 war er Professor an der University of California, Santa Cruz, wo er 1994 emeritierte.
Widom beschäftigte sich mit Integralgleichungen und Integral- und Differentialoperatoren, speziell Toeplitz-Operatoren und -Matrizen und Wiener-Hopf-Operatoren. Mit Craig Tracy arbeitete er auch über Zufallsmatrizen (Tracy-Widom-Verteilungsfunktionen der Eigenwerte), wo er Methoden aus der Theorie der Integraloperatoren anwandte.

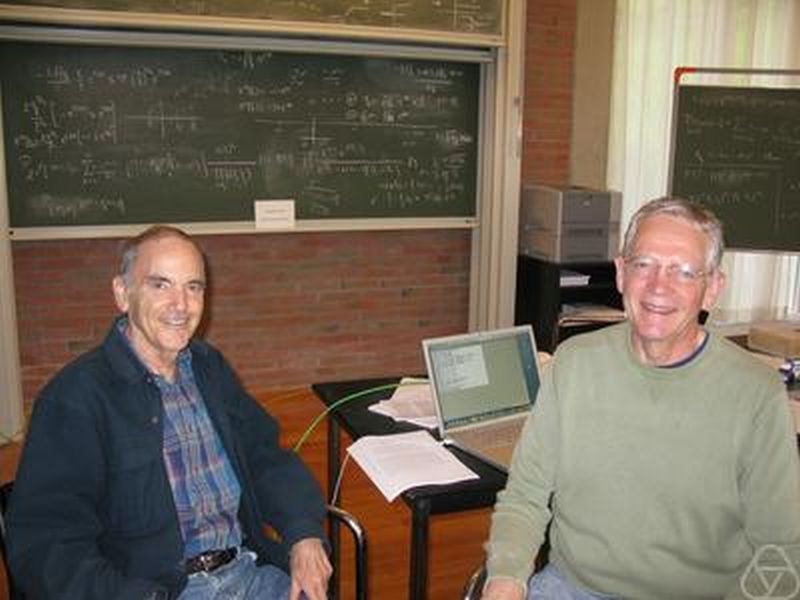
Harold Widom (links) mit Craig Tracy

Widom war 1964/65 Sloan Research Fellow und 1967/58 und 1972/73 Guggenheim Fellow. 2007 erhielt er mit Craig Tracy den Norbert-Wiener-Preis für Angewandte Mathematik und 2002 erhielten beide den George-Pólya-Preis der SIAM. Er war Mitglied der American Academy of Arts and Sciences und Fellow der American Mathematical Society.
Er ist der Bruder des Physikers Benjamin Widom.

## Werke
- Lectures on measure and integration, Van Nostrand, New York 1969
- Lectures on integral equations, Van Nostrand, New York 1969
- Asymptotic expansions for pseudodifferential operators on bounded domains, Springer-Verlag, Berlin New York 1985, ISBN 0-387-15701-8
- mit Tracy: Fredholm Determinants, Differential Equations and Matrix Models, Comm. Math. Phys., Band 163, 1994, S. 33–72, Arxiv
- mit Tracy: Level-Spacing Distributions and the Airy Kernel, Comm. Math. Phys., Band 159, 1974, S. 151–174, Arxiv
- mit Tracy: Introduction to Random Matrices, Springer, Lecture Notes in Physics 424, 1993, S. 103–130, Arxiv